# 北海坑道 (北竿鄉)
北竿北海坑道，又稱午沙坑道，是位於中華民國福建省連江縣北竿鄉午沙村的一條隧道，過去為陸軍馬祖防衛指揮部因戰略因素興建，專供游擊戰艇停泊使用的地下碼頭。

## 歷史

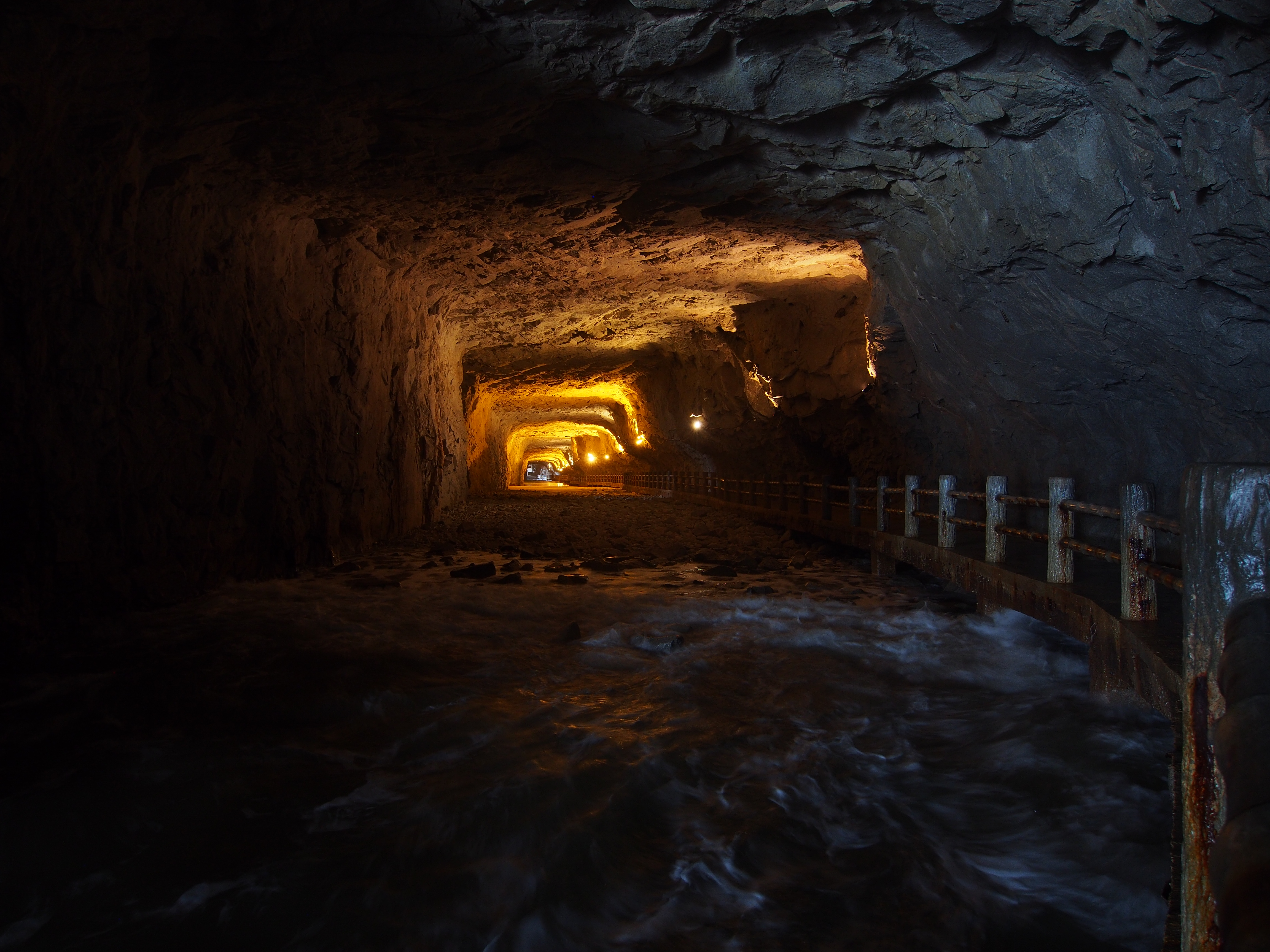
北海坑道內部

1958年第二次台海危機後，為避免惡劣天氣和解放軍襲擊，根據連江縣志續修初稿兵事志中，「馬祖小艇坑道案」工程始於1965年馬防部司令官雷開瑄的建議，但參謀總長黎玉璽呈蔣中正總統批示為「緩辦」。後因文化大革命造成台海情勢動盪，因戰略任務需要，1969年1月，國防部批准於雷開瑄司令官任內，分別在南竿、北竿、東引、西莒開鑿小艇坑道。以用於停泊機械化登陸艇與游擊戰艇，好方便軍方人員進行物資卸載。 
1969年1月，經簽奉蔣中正總統指示後，將馬祖小艇坑道案定名為北海案，並列為第一優先構建設施，國軍動員全島二師、三步兵營、一工兵營和一傾卸車連，編成三組，總約七萬人士兵興建北海坑道，北竿北海坑道由51師施工，預算為3600萬餘元，坑道至1971年5月29日宣告完工。
2000年，馬祖國家風景區管理局接管隧道的管理工作。對隧道內部及周邊旅遊景點進行了整修，修建了通道和防護欄杆。

## 結構
北竿北海坑道長約550公尺，寬約9至15公尺，遊客曾經可以沿著隧道乘坐獨木舟，但由於近年坑內因落石塌落使聯外道路受損，目前北海坑道已經封閉。

## 外部連結
- 北竿北海坑道 - 北竿鄉公所 （页面存档备份，存于）